# Takács Margit
Takács Margit (Budapest, 1922. március 30. – Pécs, 2017. február 4.) magyar színésznő, érdemes művész, a Pécsi Nemzeti Színház örökös tagja.

## Életpályája
1939-ben végezte el az Országos Színészegyesület színiiskoláját, ezt követően az Operettszínházban kezdte pályafutását. Játszott a Pódium Kabaréban is. 1942-től tíz évig vidéki társulatoknál játszott. 1952-től haláláig a Pécsi Nemzeti Színház tagja volt. Repertoárja rendkívül széles volt, drámai szerepekben, operettek primadonna szerepeiben, sőt operák hősnőiként is sikert aratott a színpadon. 1965-ben érdemes művész kitüntetést kapott és a pécsi társulat örökös tagjai közé is beválasztották.

## Főbb színházi szerepei
- Giacomo Puccini: Bohémélet... Musette
- Tennessee Williams: A tetovált rózsa... Flóra; Boszorkány
- Anton Pavlovics Csehov: Három nővér... Olga
- Nyikolaj Vasziljevics Gogol: A revizor... Anna Andrejevna
- Federico García Lorca: Bernarda Alba háza... Maria Josefa, Bernarda anyja
- Victor Hugo: Királyasszony lovagja... Albuquerque hercegnő
- George Bernard Shaw: Pygmalion... Higginsné
- August Strindberg: Álomjáték... Anya
- Valentyin Petrovics Katajev: Bolond vasárnap... Vera Sznobkó
- Makszim Gorkij – Bertolt Brecht: Az anya... Anya
- Mihail Mihajlovics Roscsin: Szerelvény a hátországba... Cigányasszony
- Giulio Scarnacci – Renzo Tarabusi: Kaviár és lencse... Chiarelli d`Adda, nagyvilági hölgy
- Claude Magnier: Oscar... Madame Barnier
- Victorien Sardou: A szókimondó asszonyság... Katalin mosónő, később hercegnő
- Jókai Mór: A kőszívű ember fiai... Plankenhorst Antoinette
- Csiky Gergely: Ingyenélők... Szedervári Kamilla
- Nóti Károly: Nyitott ablak... A polgármesterné
- Herczeg Ferenc: A holicsi Cupido... Zsófi
- Zilahy Lajos: A házasságszédelgő... A színésznő
- Molnár Ferenc: Liliomfi... Muskátné
- Molnár Ferenc: Olympia... Eugénia
- Molnár Ferenc: Az ibolya... Rakolnoki kisasszony
- Molnár Ferenc: Hattyú... Mária Dominika
- Molnár Ferenc: A doktor úr... Sárkányné
- Szép Ernő: Vőlegény... Gyengusné
- Móricz Zsigmond: Nem élhetek muzsikaszó nélkül... Zsani néni
- Móricz Zsigmond: Légy jó mindhalálig... Doroghyné
- Heltai Jenő: A néma levente... Nardella, a királyné dajkája
- Heltai Jenő: Lumpáciusz Vagabundusz... Fortuna, a szerencse tündére
- Heltai Jenő: A tündérlaki lányok... Özvegy Bergné
- Örkény István: Macskajáték... Paula
- Illyés Gyula: Homokzsák... Sótiné
- Tabi László – Szigligeti Ede: Párizsi vendég... Thusnelda grófnő
- Tabi László: Kártyavár... Marion
- Háy Gyula: Az élet hídja... Szádváryné
- Sárosi István: Rákfene... Leposáné
- Schönthan testvérek – Szenes Iván: A szabin nők elrablása... Friderika, Bányai felesége
- Jean Anouilh: Meghívás a kastélyba... Mme. Desmermortes, az ikrek nénje
- Jean Anouilh: Erkölcsös szerelem (Colombe)... Alexandra
- Georges Feydeau: Osztrigás Mici... Gabrielle
- Berté Henrik: Három a kislány... Tschöllné; Grisi
- Agatha Christie: Tíz kicsi néger... Mrs. Rogers
- Szomory Dezső: Bella... A Nagymama
- Forgách András: Vitellius... Második öregasszony
- Kornis Mihály: Halleluja... Mici
- Csemer Géza – Szakcsi Lakatos Béla: Cigánykerék... Matild
- Jacobi Viktor Sybill... Sybill
- Kacsóh Pongrác: János vitéz... Francia királykisasszony
- Kálmán Imre: Csárdáskirálynő... Cecília
- Kálmán Imre: Cirkuszhercegnő... Günterné
- Kálmán Imre: A cigányprímás... Colette de Commercy grófnő
- Kálmán Imre: Az obsitos... Rektorné
- Huszka Jenő: Gül Baba... Leila
- Huszka Jenő: Bob herceg... Királynő
- Huszka Jenő: Mária főhadnagy... Antónia
- Lehár Ferenc: Luxemburg grófja... Madame Fleury
- Lehár Ferenc: Cigányszerelem... Kőrösházi Ilona
- Lehár Ferenc: A víg özvegy... Glavari Hanna
- Farkas Ferenc: Csínom Palkó... Koháry grófné
- ifjabb Johann Strauss: Cigánybáró... Szaffi
- ifjabb Johann Strauss: A denevér... Rosalinda
- Iszaak Oszipovics Dunajevszkij: Szabad szél... Klementin, Stella anyja; Paulette márkinő
- Jacques Offenbach: Gerolsteini nagyhercegnő... Anna nagyhercegnő
- Jerry Bock: Hegedűs a háztetőn... Cejtel, nagymama
- Paul Burkhard: Tűzijáték... Iduna
- Lillian Hellman: Kis rókák... Clivia Giddens
- Henri Meilhac: Rip van Winkle... Lisbeth; Emmy
- Babay József: Szélből szőtt királyság... Királynő
- Gyárfás Miklós: Férfiaknak tilos... Zsófia
- Harriet Beecher Stowe: Tamás bátyja kunyhója... July
- Novotny Gergely: Országutak iskolája... Petrovics kocsmárosné és Pákh gazdaasszony
- Abay Pál: Ne szóljatok bele!... Sasházi Ottilia művésznő
- Alan Jay Lerner – Frederick Loewe: My Fair Lady... Mrs. Higgins
- Szántó Armand – Szécsén Mihály: Dunaparti randevú... Valéria
- Fedor Ágnes – Hegedűs Tibor: 	Férjhez adjuk anyukát... Klára, Dezső elvált felesége
- Sólyom László: Válóper másodfokon... Elvira
- Dunai Ferenc: A nadrág... Radóné

## Filmek, tv
- Angyal a karddal (1972)
- Linda  (sorozat) Oszkár tudja című rész (1984)... Kamilla

## Díjai, elismerései
- Érdemes művész (1965)